# Belene (gmina)
Belene (bułg. Община Белене) – gmina w północnej Bułgarii, w obwodzie Plewen.

## Miejscowości
Miejscowości wchodzące w skład gminy Belene:
- Belene (bułg.: Белене) − siedziba gminy,
- Bjała woda (bułg.: Бяла вода),
- Dekow (bułg.: Деков),
- Kulina woda (bułg.: Кулина вода),
- Petokładenci (bułg.: Петокладенци),
- Tatari (bułg.: Татари).